# Tridentifrons microsema
Tridentifrons microsema là một loài bướm đêm trong họ Noctuidae.